# Centre justice et foi
Pour les articles homonymes, voir CJF.
Le Centre justice et foi (CJF) est un centre d'analyse sociale fondé par les jésuites, à Montréal, qui développe une pensée critique sur les structures sociales, politiques, économiques et religieuses du monde contemporain.
|  |

Il se réclame de la tradition de l'École sociale populaire (devenu ensuite Institut social populaire), fondée en 1911.
Julien Harvey et Karl Lévêque ont été les fondateurs et les inspirateurs de ce centre créé en 1983.
En collaboration avec les jésuites, des laïcs y animent des débats de société et y font la promotion de la justice sociale, de l'égalité hommes/femmes, d'une laïcité ouverte au pluralisme religieux et de l'accueil des personnes immigrantes et réfugiées.
De 1983 à 2024, il a publié la revue Relations (fondée en 1941).
En 2007, Élisabeth Garant devient la première personne non jésuite à diriger le Centre, elle passera le flambeau en 2022.
En 2024, les activités du Centre justice et foi sont suspendues abruptement. En 2025, le Provincial des Jésuites du Canada, le père Jeffrey S. Burwell, SJ, met fin aux activités du Centre et à la revue Relations,. Ces décisions seront très contestées,, entraînant un conflit avec les employés et une mobilisation médiatisée de nombreux artisans et alliés du Centre et de Relations sous le nom de campagne «Soutenons le personnel mis à pied du CJF».